# Возвягль (археологический памятник)
Возвягль (Звягиль) — археологический памятник, древнерусский город Болоховской земли, ныне северо-восточная окраина города Звягель (Житомирская область, Украина). Впервые упомянут в летописи под 1256 как город, куда князь Даниил Галицкий направил собственного тиуна. В 1257 году за неповиновение город был взят приступом и сожжён войсками Даниила Галицкого.

## Описание
Археологический эквивалент древнерусского Возвягля — два изолированных друг от друга городища, которые расположены в городе Звягель на берегу реки Случь (приток Горыни, бассейн Днепра). Первое из них занимает мысоподобный выступ правого берега Случи, его площадь составляет 1 га. От плато городище отделёно мощным рвом и валом. Во время археологических исследований здесь зафиксировано три культурно-хронологических горизонта: милоградской культуры 1 тыс. до н. э., славянской IX—X вв. и древнерусской XII—XIII веков. Открыты многочисленные жилые, хозяйственные, ремесленные и оборонительные сооружения XII — середины XIII века. В 1993 году в городище найден уникальный клад украшений. Второе городище расположено в 200 м от первого, вниз по течению реки. Занимает мысовый выступ правого коренного берега высотой 40 м. Площадь городища достигает 2,5 га. От плато отделёно тройной полосой валов и рвов. Раскопки не проводились. По подъёмным материалам датируется IX—XIII вв. С востока к городищу примыкает неукреплённый посад, общей площадью около 20 га.

## История исследований
Остатки древнего городища были обнаружены ещё в XIX веке, но обстоятельно они были обследованы в 1970-х экспедицией Института археологии в составе: М. П. Кучера, В. А. Круц и А. П. Моця. Археологический эквивалент летописного города искали М. П. Кучера и Б. А. Звиздецкий. Во время археологических разведок в 1988 году в они повторно обследовали местность и обнаружили два древнерусских городища, расположенные в нескольких километрах по течению реки Случь.
В 2007 году к 750-летнему юбилею города из бюджета Украины были выделены 80 тысяч гривен на археологическое исследование Северного городища, выполненное в июне-ноябре археологической экспедицией Института археологии НАН Украины под руководством кандидата исторических наук А. В. Петраускаса. Было вскрыто 100 м² поверхности Северного городища со стороны въезда на детинец (восточная часть раскопа). В результате исследования были найдены бытовые вещи, украшения, предметы ремесленно-хозяйственного назначения (фрагмент огнива, три стеклянных и один бронзовый браслеты, железная пряжка, точильный камень и др.), и 82 индивидуальные находки — предметы военного доспеха древнерусских дружинников, среди которых: семь ножей (целых и фрагментарных), пять наконечников стрел, фрагменты защитного доспеха (кольчужные кольца) и др..
В октябре 2017 года состоялась конференция «Возвягль — Звягель — Новоград-Волинський у часовому зрізі тисячоліть», посвященная 760-летию с первого упоминания о Возвягле.